# 792
792 (DCCXCII) var ett skottår som började en söndag i den julianska kalendern.

## Händelser

### Okänt datum
- Irene förklaras som kejsarinna av det Bysantinska riket.
- Westfalerna gör uppror mot saxarna (se Karl den store).
- Hisham I uppmanar till jihad.

## Födda
- Hadrianus II, påve 867–872.